# Notre-Dame-du-Croaziou

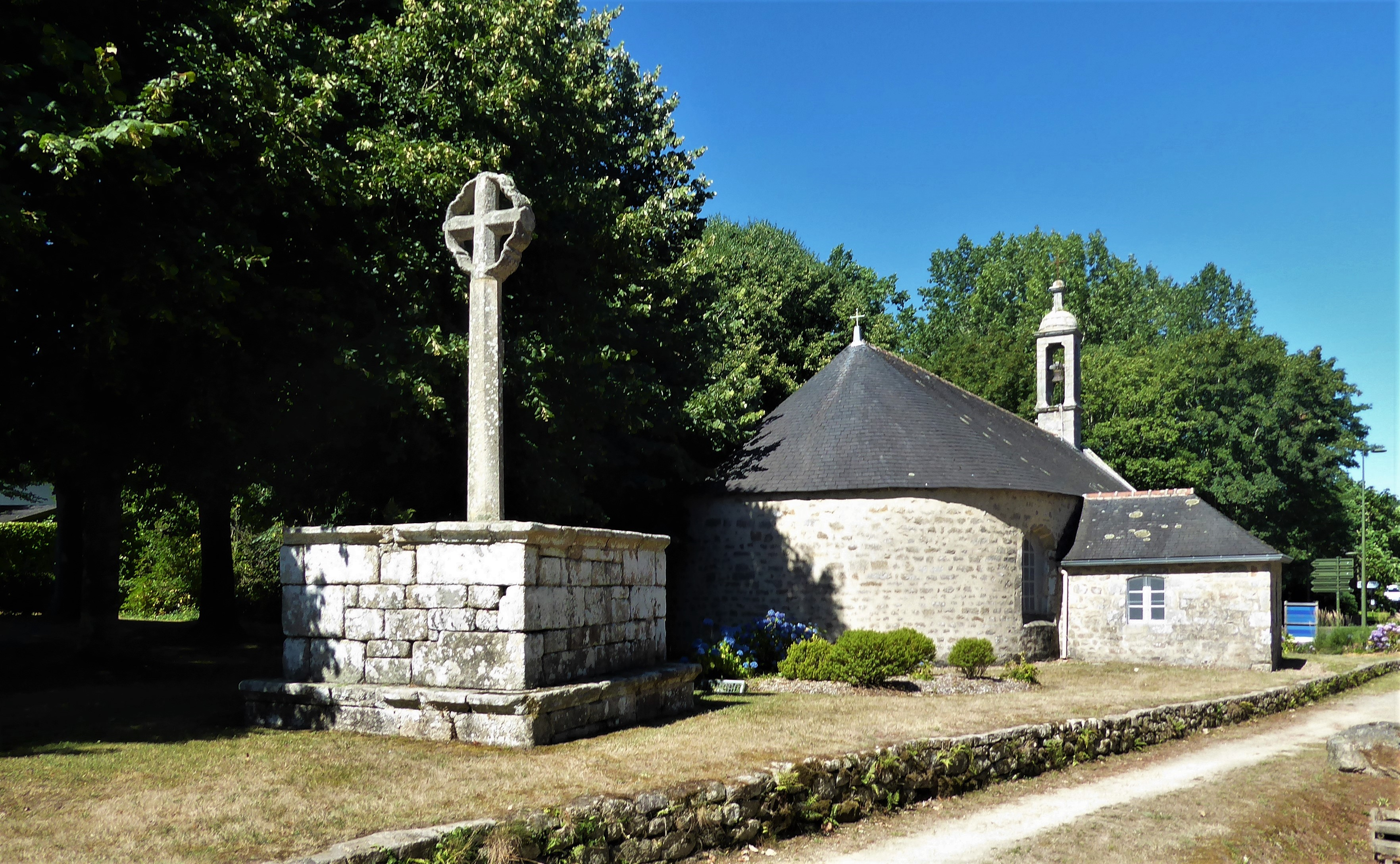
Kreuz und Blick zum Chor der Kapelle

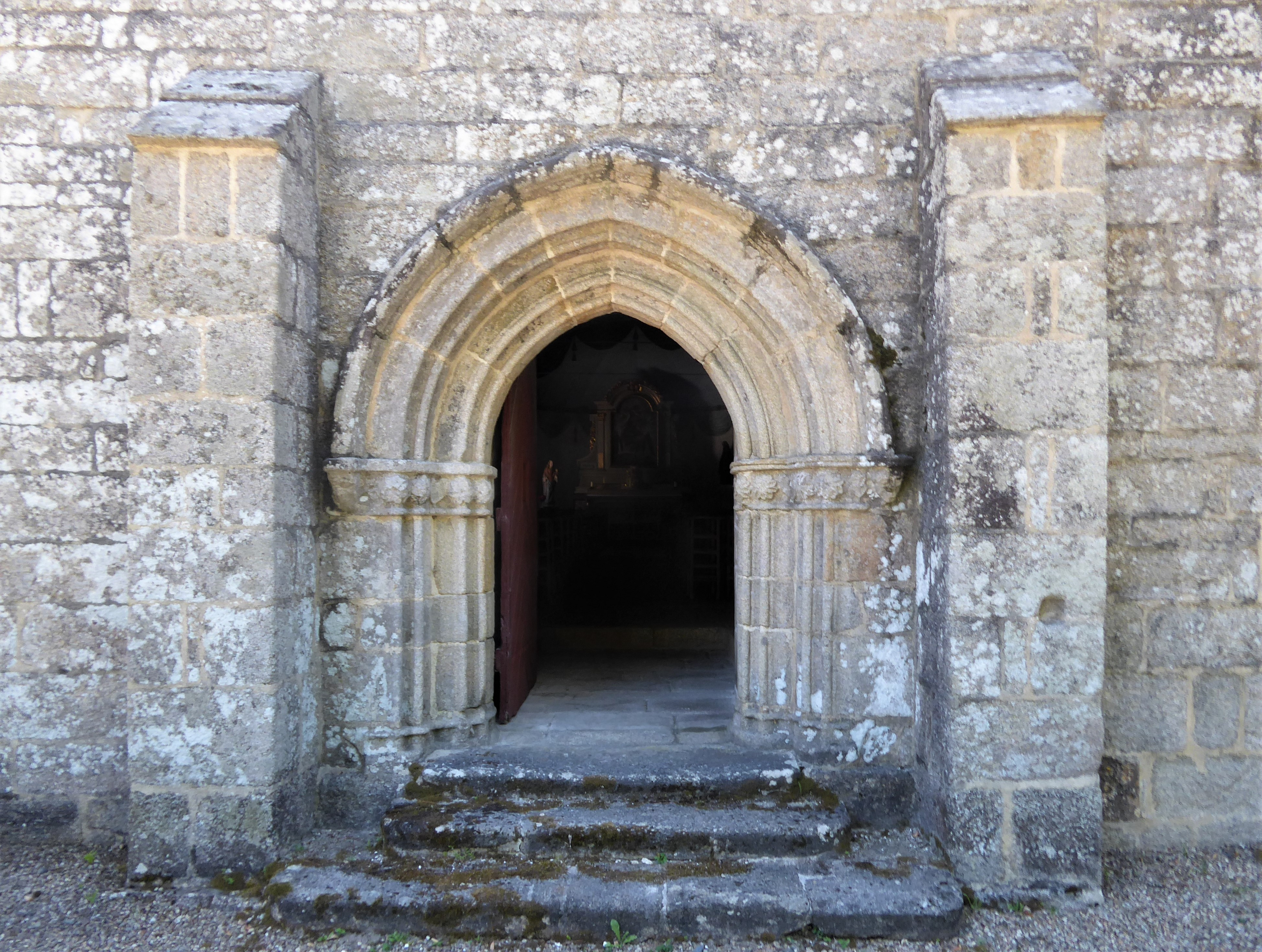
Gotisches Westportal

Notre-Dame-du-Croaziou ist eine römisch-katholische Kapelle in Loctudy im Département Finistère in der Bretagne. 

## Geschichte
Die heutige Kapelle Notre-Dame-de-Croaziou geht im Kern auf einen gotischen Bau zurück, der vermutlich im 14. Jahrhundert errichtet wurde. Von ihm stammt die Westfassade mit einem fein gearbeiteten gotischen Stufenportal sowie die daran anschließenden Teile der Langhausmauern, an denen eine deutliche Baunaht zum Neubau der östlichen Teile der Kapelle im 17. Jahrhundert erkennbar ist.
Der teilweise Neu- bzw. Umbau der Kapelle wurde 1649 veranlasst durch Marie de Méabé, Dame von Kervéréguen. Es handelt sich um ein rechteckiges Gotteshaus mit abgerundeter Apsis und westlichem Vorbau, der auf das 14. Jahrhundert zurückgeht. Der Altar stammt aus dem Anfang des 18. Jahrhunderts. Die Kapelle beherbergt als Ausstattung eine Statue der Jungfrau Maria vom Anfang des 18. Jahrhunderts und eine Jungfrau der Barmherzigkeit, ein Werk von J. P. Fréour, das aus dem Jahr 1947 stammt.
Im Zuge der Französischen Revolution wurde die Kapelle von den Revolutionären geplündert und als Staatseigentum verkauft. Zwischen 1804 und 1805 wurde sie von Herrn de Penfetenyo gekauft, der sie der Kirche zurückgab. Er stiftete für die Kapelle eine Glocke, die 1677 von einem seiner Vorfahren gestiftet wurde und von den Revolutionären in einer der Pfarreien, in denen die Familie de Penfetenyo lebte, entfernt und die schließlich in einem Lager des Hafens von Brest wiedergefunden wurde.
Das Kreuz hinter dem Chor der Kapelle wurde im 13. Jahrhundert errichtet. Zwei Gesimse wurden im 16. Jahrhundert an der Basis hinzugefügt. Das Kreuz trug ursprünglich das Wappen der Familie Kervéréguen.